# Cyrtodactylus deccanensis
Cyrtodactylus deccanensis är en ödleart som beskrevs av  Günther 1864. Cyrtodactylus deccanensis ingår i släktet Cyrtodactylus och familjen geckoödlor. Inga underarter finns listade i Catalogue of Life.
Denna ödla förekommer i västra Indien. Den lever i låglandet och i bergstrakter mellan 50 och 1000 meter över havet. Habitatet utgörs av tropiska skogar som är lövfällande eller delvis städsegröna. Ibland besöks torra skogar. Exemplaren är nattaktiva och de går på marken eller klättrar på trädens bark. Honor lägger ägg.
Regionala populationer påverkas av landskapsförändringar. Några exemplar fångas och säljs som terrariedjur. I regionen finns flera skyddszoner. IUCN listar arten som livskraftig (LC).